# Life Upside Down
Life Upside Down ist eine US-amerikanische romantische Komödie aus dem Jahre 2023, die den Umgang mit der durch die COVID-19-Pandemie erzwungenen sozialen Isolation thematisiert. Nach der Premiere des Films auf den Internationalen Filmfestspielen von Venedig 2022 veröffentlichte die Independent Film Company den Film am 27. Januar 2023 in den USA in einigen Kinos und zusätzlich per Video-on-Demand auf AMC+.

## Handlung
In Los Angeles findet Anfang des Jahres 2020 eine Vernissage des Künstlers und Kunsthändlers Jonathan Wigglesworth statt. Diese Ausstellung besucht er ohne seine Frau und trifft dort seine Geliebte, die Dozentin Clarissa Cranes und auch das befreundete Ehepaar Hasselberg. Die Ausstellung ist gut besucht und alle sind guter Dinge und ahnen nicht, dass einschneidende Lebensveränderungen bevorstehen.
Am 16. März 2020 beginnt in den USA aufgrund der COVID-19-Pandemie der nationale Lockdown und zwingt Jonathan Wigglesworth und seine Frau und auch seine Geliebte Clarissa Cranes ebenso wie Paul und Rita Hasselberg weitgehend in die Isolation. Trotz der erzwungenen physischen Trennung scheint Jonathan die Affäre emotional mit Clarissa über soziale Medien fortzusetzen und sich zu ihr zu orientieren. Seine eigene Frau bleibt trotz der fast ständig geteilten gemeinsamen Wohnung sozusagen ausgeblendet.
Das Ehepaar Hasselberg scheint in der Isolation eine harmonische Beziehung weiterzuführen, wobei Paul eindeutig der intellektuell Überlegene ist und sich seine Frau anscheinend nicht daran stört, dass sie nicht interessiert, wovon er spricht.
Auf unterschiedliche Weise gehen die Personen mit der einschneidenden Lebensveränderung um und bewältigen den damit verbundenen Stress. Clarissa gibt Vorlesungen über Teleunterricht, was ihr offenbar gut gelingt, aber Jonathan hat Schwierigkeiten mit dem Verkauf seiner Kunstwerke.
Im Laufe der Isolierung entfremdet sich der Künstler Jonathan langsam von seiner Geliebten und nähert sich seiner Frau gegen Ende der Geschichte wieder an. Die einsame Clarissa wiederum löst sich langsam von Jonathan und findet offenbar einen schüchternen Boten sympathisch.
Paul Hasselberg findet heraus, dass seine vermeintlich sichere Beziehung Illusion war und seine Frau trotz der Isolation fremdgeht.
Sie wissen nicht, wie lange die Einschränkungen bestehen bleiben werden und scheinen sich trotz allem damit einzurichten. Die sonst übervorsichtige Clarissa feiert ein kleines Fest mit dem ihr sympathischen Boten, pfeift auf die Isolierung und tanzt mit ihm und scheint offenbar anzufangen Jonathan loszulassen. Jonathan orientiert sich wieder zu seiner Frau und die Hasselbergs sehen ein, dass sie ihre Beziehungsprobleme offen klären müssen.

## Produktion
Die Dreharbeiten fanden per Videokonferenz-Software von Zoom Communications noch während des Lockdowns im Mai und Juni 2020 in Los Angeles statt.